# クロエ・カーダシアン
クロエ・アレキサンドラ・カーダシアン（Khloé Alexandra Kardashian、1984年6月27日 - ）はアメリカ合衆国の女性ソーシャライト、タレント。クロエはカーダシアン一家に密着したリアリティ番組『カーダシアン家のお騒がせセレブライフ』に出演。衣類ブティック「D-A-SH」のオーナーをしている。

## 生い立ちと家族
クロエはアルメニア系の父親ロバート・カーダシアン（O・J・シンプソン事件裁判の弁護士団の1人として有名）とスコットランド・オランダ系のクリス・ジェンナーとの間に生まれた。両親は1989年に離婚、母は1991年にオリンピック選手のブルース・ジェンナーと再婚した。父ロバートは2003年9月30日に他界。姉妹にコートニー・カーダシアン、キム・カーダシアン、弟にロブ・カーダシアン、異父兄弟にバートン、ブランド、ブロディ・ジェンナーがいる。異父姉妹にケーシー、ケンダル、カイリーがいる。

## キャリア

### メディア
2007年にE!で放送が開始されたカーダシアン一家のリアリティ番組『カーダシアン家のお騒がせセレブライフ』に出演した。2009年4月にコートニーと一緒にスピンオフ番組に出演すると発表した。

### ビジネス
姉のキムとコートニーと一緒にマイアミの「D-A-SH」という店のオーナーを務めている。
2009年6月に、姉妹と一緒に「アイドル・ホワイト」と呼ばれる歯漂白ペンを作製するためにNatural Products Associationと協力した。
クロエは2008年12月にPETAの「I'd Rather Go Naked Than Wear Fur」キャンペーンに登場した。

## 私生活

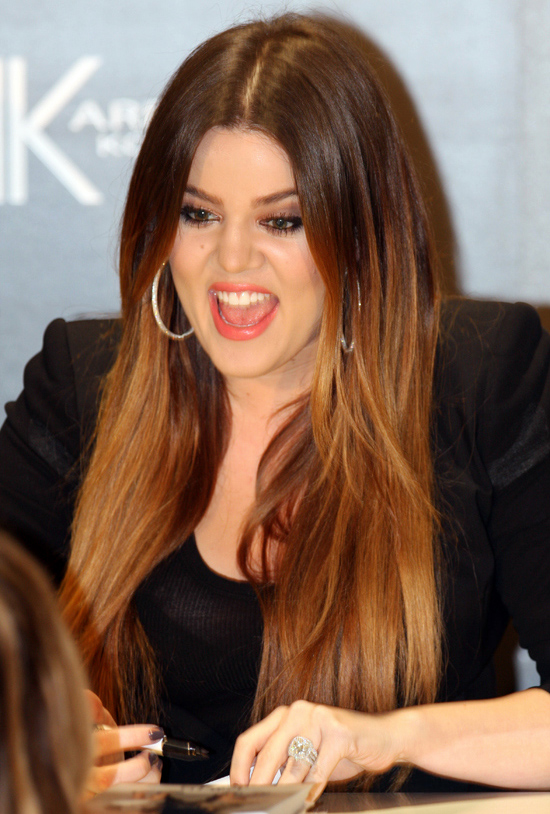
2011年

### 飲酒運転
2007年に飲酒運転で逮捕され、3年間の保護観察、道路掃除、禁酒教育プログラム入りの判決を受けるがいずれも受けていなかったため、30日間の刑務所入りの命令が下される。2008年7月18日に刑務所入りするが、3週間以内の禁酒教育プログラム入りを条件にわずか173分で出所した。刑務所に向かう様子はカーダシアン一家の生活に密着したリアリティ番組『カーダシアン家のお騒がせセレブライフ』でも放送された。

### 結婚
2009年9月27日、NBAロサンゼルス・レイカーズのラマー・オドムと挙式をあげる。交際わずか1ヶ月のスピード結婚だった。姉妹のコートニーとキムは挙式でクロエの付き添いを務めた。2013年に二人は離婚を申請したが、2017年に正式に離婚が成立した。

## 出演

### テレビ番組
- アプレンティス（ドナルド・トランプ版）（NBC）
- カーダシアン家のお騒がせセレブライフ Keeping Up with the Kardashians（E!、2007年10月14日 - 2009年5月9日）
- Kourtney and Khloé Take Miami （E!、2009年8月16日 - 放送中）
- Xファクター (テレビ番組)（FOX）